# Angel Sanctuary
Angel Sanctuary (天使禁猟区, Tenshi Kinryōku) est un manga shojo de Kaori Yuki en vingt tomes, initialement publié dans le magazine Hana to yume (1994-2000).
Le premier arc du manga (Assiah) a été adapté en anime sous forme de trois OAV.

## Résumé de l'histoire
Entre un père absent et une mère méfiante divorcés, un adolescent japonais de seize ans, Setsuna Mudô, sombre dans la délinquance et éprouve un amour incestueux obsessionnel pour sa sœur cadette, Sara, seule à pouvoir le refréner dans ses accès de violence. Un jour, il fait la rencontre d'une jeune fille bagarreuse et de son ami travesti, Kouraï et Arachnée. Il découvre la nature démoniaque du duo, qui lui révèle sa véritable identité : Setsuna s'avère être la dernière réincarnation de l'ange déchue Alexiel, maudite pour avoir fomenté une révolte contre Dieu. Parallèlement, un jeune homme mystérieux tatoué sur le front, le chérubin Katan, cherche à finaliser la libération de son maître : Rochel, frère jumeau d'Alexiel cruel et mégalomane, enfermé par sa sœur pour endiguer son potentiel de destruction, revient sur Terre et se met alors à poursuivre Setsuna. Il souhaite que resurgisse la personnalité enfouie d'Alexiel, pour qui il éprouve un mélange d'adoration et de haine incestueuses et perverses.

## Publication
Ce manga a été initialement publié dans le magazine Hana to Yume, de 1994 à 2000. Il existe deux éditions en volumes reliés, en vingt et dix volumes respectivement.
L'édition en vingt volumes a été publiée en français aux éditions Tonkam :
- volume 1  (ISBN 2-84580-373-7)
- volume 2  (ISBN 2-84580-025-8)
- volume 3  (ISBN 2-84580-026-6)
- volume 4  (ISBN 2-84580-080-0)
- volume 5  (ISBN 2-84580-081-9)
- volume 6  (ISBN 2-84580-082-7)
- volume 7  (ISBN 2-84580-110-6)
- volume 8  (ISBN 2-84580-111-4)
- volume 9  (ISBN 2-84580-137-8)
- volume 10  (ISBN 2-84580-141-6)
- volume 11  (ISBN 2-84580-168-8)
- volume 12  (ISBN 2-84580-023-1)
- volume 13  (ISBN 2-84580-170-X)
- volume 14  (ISBN 2-84580-171-8)
- volume 15  (ISBN 2-84580-172-6)
- volume 16  (ISBN 2-84580-248-X)
- volume 17  (ISBN 2-84580-249-8)
- volume 18  (ISBN 2-84580-250-1)
- volume 19  (ISBN 2-84580-293-5)
- volume 20  (ISBN 2-84580-018-5)

Tonkam publie actuellement une réédition en format deluxe d'Angel Sanctuary, regroupant les différents actes (ex : Les Enfers, en un seul volume). Dix volumes de cette édition de luxe sont déjà sortis. En plus de l'histoire, on peut y trouver deux cartes postales en couleur dans chaque tome. Un lexique a été rajouté dans les dernières pages de ces rééditions.
La publication anglaise est assurée par Viz Communications, et une édition chinoise a été réalisée par Tong Li Publishing.
L'édition allemande, réalisée par Carlsen Comics, a été publié entre avril 2001 et juin 2004.
En italien, Planet Manga a publié ce manga de mars 2001 à avril 2003.
Mai 2022, une suite voit le jour et est publiée dans le magazine japonais en ligne Hana Yume Ai sous le titre "Angel Sanctuary - Tokyo Chronos".

## Staff OAV
- Studio : Hal Film Maker
- Réalisateur : Kiyoko Sayama
- Character designer : Shuichi Shimamura
- Compositeur : Hikaru Nanase
- D'après l'œuvre de : Kaori Yuki
- Directeurs artistiques : Junichiro Nishikawa, Itsuko Takeda, Shuichi Shimamura, Hitoshi Morikawa
- Scénario : Kiyoko Sayama
- Animation : Shuichi Shimamura, Masami Shimodo
- Production : Satoshi Kubo, Katsunori Haruta